# Xã Boone, Quận Sheridan, Bắc Dakota
Xã Boone (tiếng Anh: Boone Township) là một xã thuộc quận Sheridan, tiểu bang Bắc Dakota, Hoa Kỳ. Năm 2010, dân số của xã này là 16 người.